# Pottijärvi
Pottijärvi är den ena av två i Pottjärvet är sjöar i Finland. De ligger i kommunen Enare i landskapet Lappland, i den norra delen av landet, 1 000 km norr om huvudstaden Helsingfors. Pottijärvi ligger 283 meter över havet. Arean är 32,6 hektar och strandlinjen är 3,48 kilometer lång. Sjön  ingår i Pasvik älvs huvudavrinningsområde. 